# Rudolf Żukowski
Rudolf Żukowski (ros. Рудольф Казимирович Жуковский – ur. 1814 w Białymstoku, zm. 6 listopada?/18 listopada 1886 w Petersburgu) – rosyjski rysownik-humorysta pochodzenia polskiego.

## Życiorys
Studiował w latach 1833-1839 na Cesarskiej Akademii Sztuk Pięknych w Sankt-Petersburgu u portrecisty Aleksandra Warneka. Otrzymał w roku 1835 mały srebrny medal za rysunek z natury.
W latach czterdziestych XIX wieku zdobył popularność jako rysownik-ilustrator, m.in. almanachu „Fizjologia Petersburga” Nikołaja Niekrasowa, bajki „Konik-Garbusek” Piotra Jerszowa i bajek Iwana Kryłowa. 
Stworzył wiele rysunków i litografii, często o treści humorystycznej, tworzył też obrazy batalistyczne i portrety.
Wśród jego dzieł znalazła się scena z polowania na żubry w Puszczy Białowieskiej. 

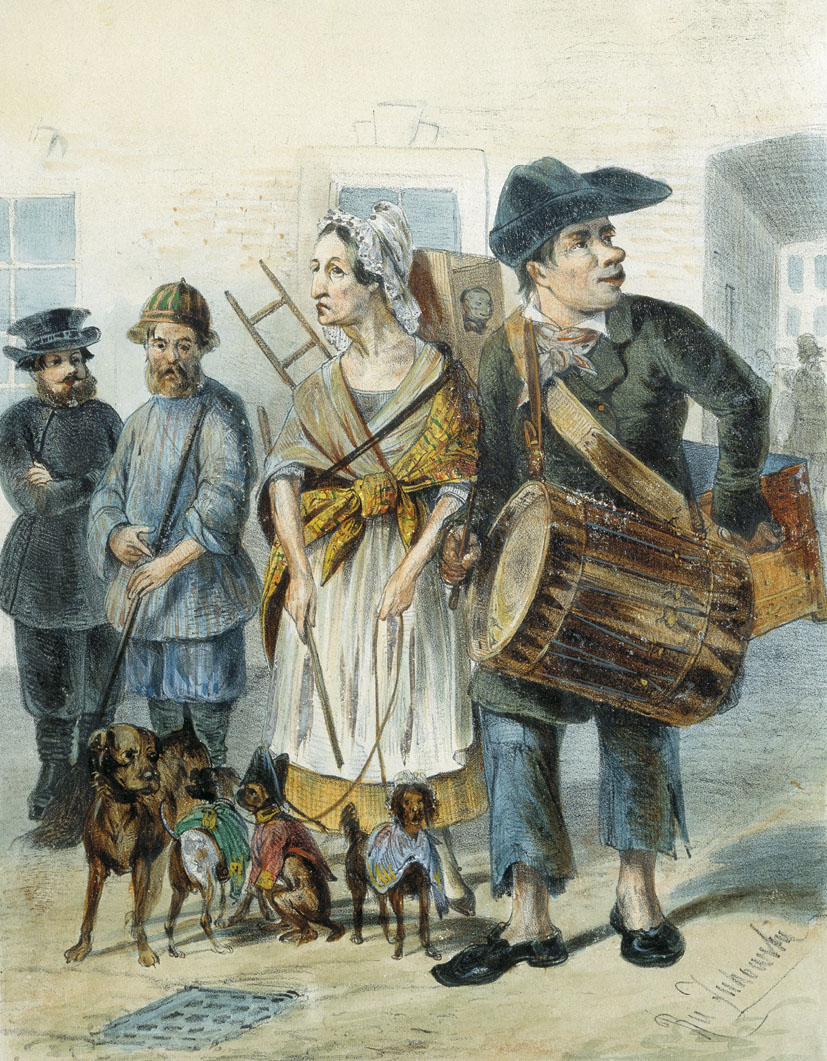
Służąca wyprowadza pieski na spacer
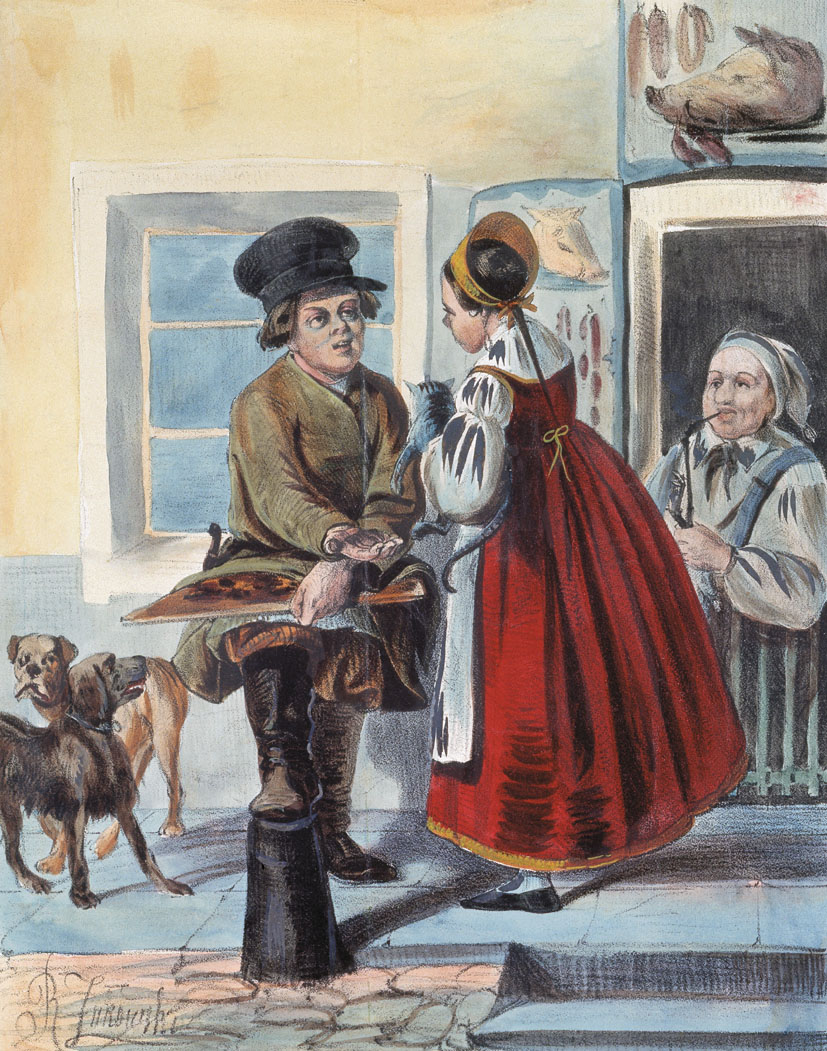
Sprzedawca mięsa dla kotów
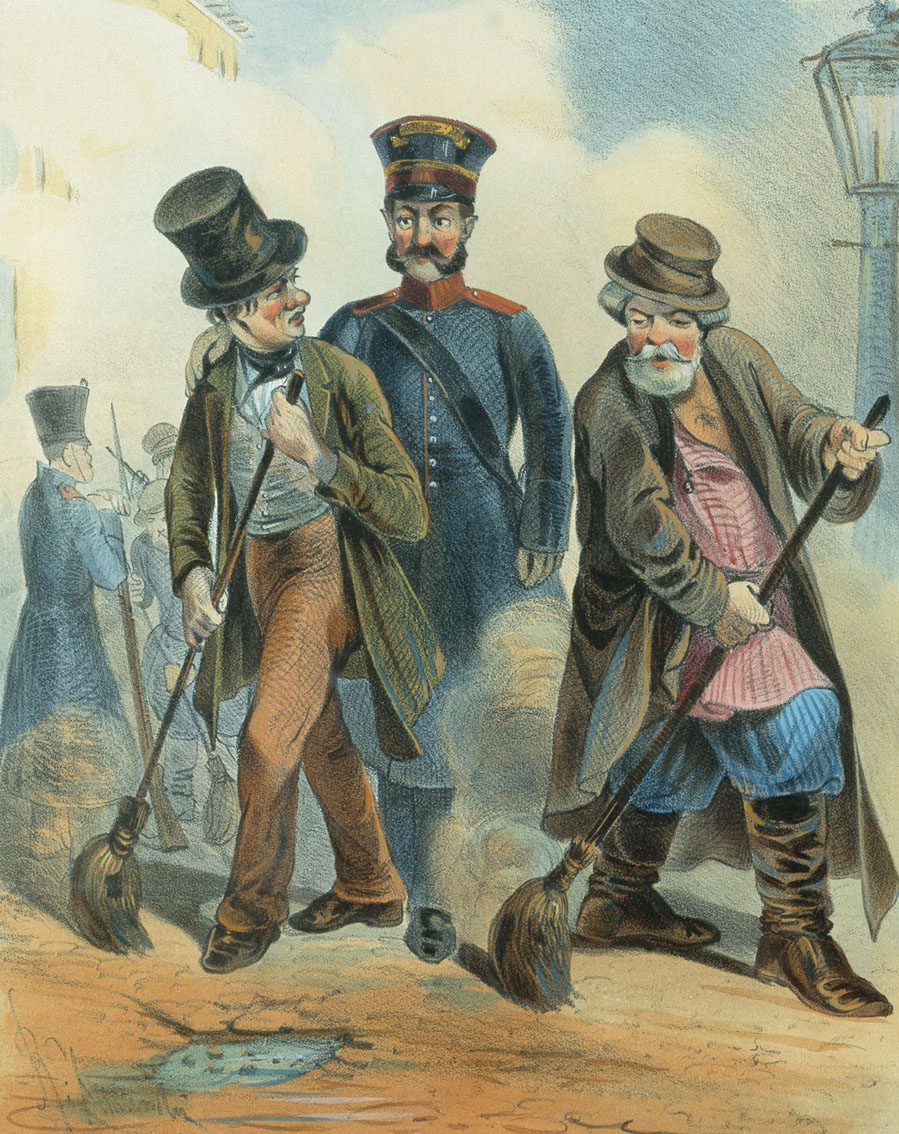
Po pijaństwie